# Списък на настоящи омографи, които са се пишели различно преди 1946
Следва списък на думи, които не се различават графично в съвременния си вид, но са се различавали в така наречения „стар правопис“. Изброени са някои от главните източници на омография.